# Take Good Care of My Baby
«Take Good Care of My Baby» (с англ. — «Позаботься о моей крошке») — песня, написанная Кэрол Кинг и Джерри Гоффином и вышедшая в 1961 году на одноимённом сингле в исполнении Бобби Ви. Песня довольно быстро стала популярной и в сентябре 1961 года достигла первой позиции в чарте Billboard Hot 100. В Великобритании данная песня достигла третьей позиции в хит-парадах.

## Кавер-версии
- Песня исполнялась группой «Битлз» на прослушивании у лейбла Decca (1962 год); основную вокальную партию исполнял Харрисон[1]. Запись данного исполнения официально до сих пор не издана, хотя имеет хождение на бутлегах и была опубликована на малоизвестной неофициальной пластинке The Complete Silver Beatles, выпущенной в сентябре 1982 года лейблом Audio Fidelity[4].
- Кавер-версия песни была включена в альбом She’s Just My Style (1965 год) американской группы Gary Lewis & the Playboys.
- В 1968 году песня была записана Бобби Винтоном; его версия достигла 33-й позиции в чарте Billboard Hot 100.
- В 1973 году Бобби Ви, исполнитель исходной версии песни, перезаписал её в виде баллады для альбома Ain’t Nothing Like a Sunny Day.
- Песня записывалась также группой Smokie, в чьём исполнении она была выпущена в виде сингла (1980 год) и вошла в альбом Solid Ground (1981 год).
- Существует два песенных «ответа» на данную песню: «I’ll Take Good Care of Your Baby» (Ральф Эмери) и «You Should Know I’m Still Your Baby» (Сэмми Линн).

## В популярной культуре
В 1999—2009 годах песня использовалась в рекламе молочной смеси «SMA».